# 圍攻斯拉維揚斯克
围攻斯拉维扬斯克是乌克兰武装部队为从2014年4月12日從亲俄叛乱分子手中夺回顿涅茨克州的斯拉维扬斯克而开展的行动。在大炮的轰击和激烈的战斗后，该市于2014年7月5日被夺回，一同被夺回的还有克拉马托尔斯克。战斗标志着亲俄分离主义分子和乌克兰政府军在2014年的第一次大规模军事交锋。

## 时间线
4月12日，身穿金雕特警部队服装（被懷疑是親俄前隊員）的亲俄反政府武装人员攻占了斯拉维扬斯克的警察大楼，缴获400把手枪和20把自动枪械，并要求与基辅当局对话。
4月24日，乌克兰武装部队宣布发动“反恐行动”，主要的目标是亲俄武装占领的斯拉维扬斯克。
5月1日，乌克兰武装部队开始发动攻击。
5月2日，乌克兰武装部队攻占了反政府武装设立的9个哨卡，但2架直升机被肩扛式防空导弹击落。
5月5日，乌克兰军方一架米-24武装直升机当天在东部城市斯拉维扬斯克执行任务时被击落，两名飞行员生还。同日的战斗中，乌克兰政府军4人战死，约30人受伤；反政府的斯拉维扬斯克自卫队方面称，他们在当天的战斗中有20人死亡，数十人受伤。
5月29日，又有一架乌军直升机被反政府武装击落，造成包括内务部少将谢尔盖·库利奇茨基在内的12名军人阵亡。次日，乌军加强了炮轰斯拉维扬斯克的火力。
7月6日，乌军宣布完全控制斯拉维扬斯克。
7月24日，人权观察报告报道说，乌克兰当局在城市发现并挖掘出了一个大型乱葬岗。

## 绑架人质
在本次战役期间，有大量记者、政治人物等被绑架为人质，其中全烏克蘭祖國聯盟的政治人物弗拉基米尔·雷巴克被杀害。